# Trefläckig dvärgkejsare
Trefläckig dvärgkejsare (Apolemichthys trimaculatus) är en fiskart som först beskrevs av Cuvier, 1831.  Trefläckig dvärgkejsare ingår i släktet Apolemichthys och familjen Pomacanthidae. IUCN kategoriserar arten globalt som livskraftig. Inga underarter finns listade i Catalogue of Life.